# Sinagoga de Łańcut
La sinagoga de Łańcut es una sinagoga barroca localizada en la ciudad de Łańcut, Polonia. La sinagoga de Łańcut es uno de los pocos ejemplos sobrevivientes de las sinagogas abovedadas con una bimah-torre, que se construyeron en ladrillo por todo el territorio polaco desde el siglo XVI hasta principios del siglo XIX. 
La sinagoga fue renovada a mediados del siglo XX y restaurada en los años 1983-1990.

## Arquitectura
La sinagoga es un edificio simple de ladrillo, de estilo barroco, con un vestíbulo con habitación adyacente, un espacio principal y un balcón destinado a las mujeres encima del vestíbulo al que se accede por una escalera exterior. Las ventanas de la sala principal son inusualmente grandes para una sinagoga polaca; Krinsky cree que esto puede reflejar la seguridad de la que disfrutaban los judíos en Łańcut, dado que vivían bajo la protección de una familia terrateniente. La sinagoga está construido con ocho arcos de cañón abovedados alrededor de una bimah central, que cuenta con cuatro grandes pilares de ladrillo que soportan el techo y el tejado. Los capiteles de los pilares, el techo y las paredes están decorados con ornamentos de escayola pintados. El suelo del edificio, tras la restauración, es de cemento. Las paredes están decoradas con reproducciones de pinturas anteriores a la guerra. Narran temas tradicionales judíos, como la historia de Noé y el Arca, y aparecen también los signos del Zodiaco e imágenes de los instrumentos musicales mencionados en el Libro de los Salmos.

## Imágenes

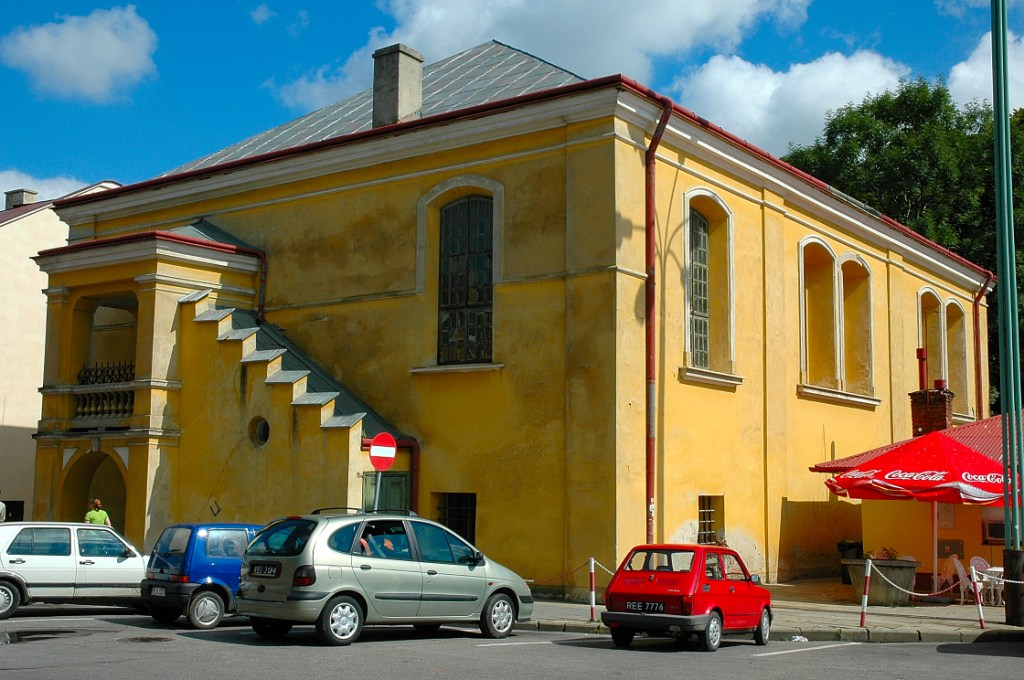
Vista exterior
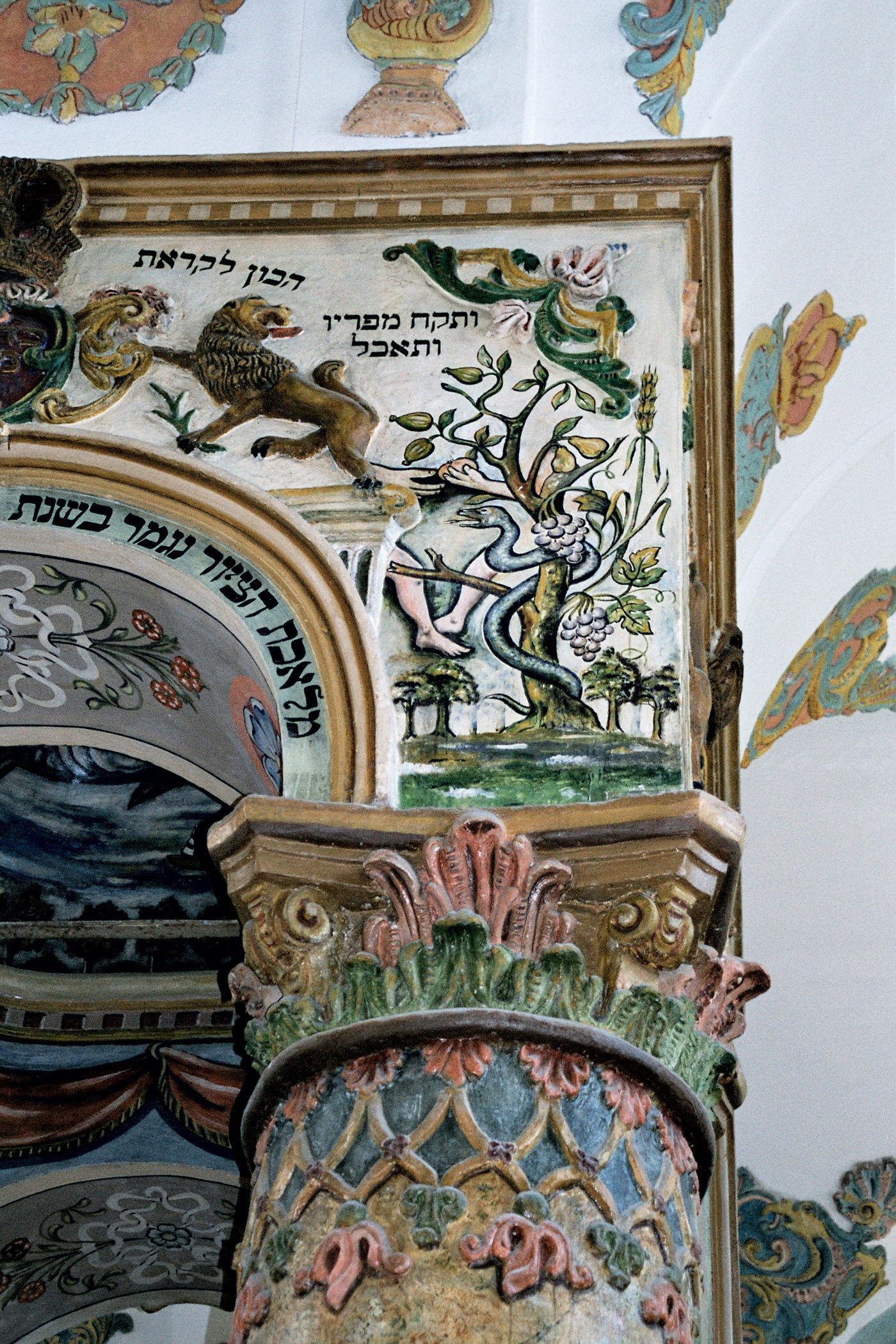
Decoraciones de estuco de la bimah
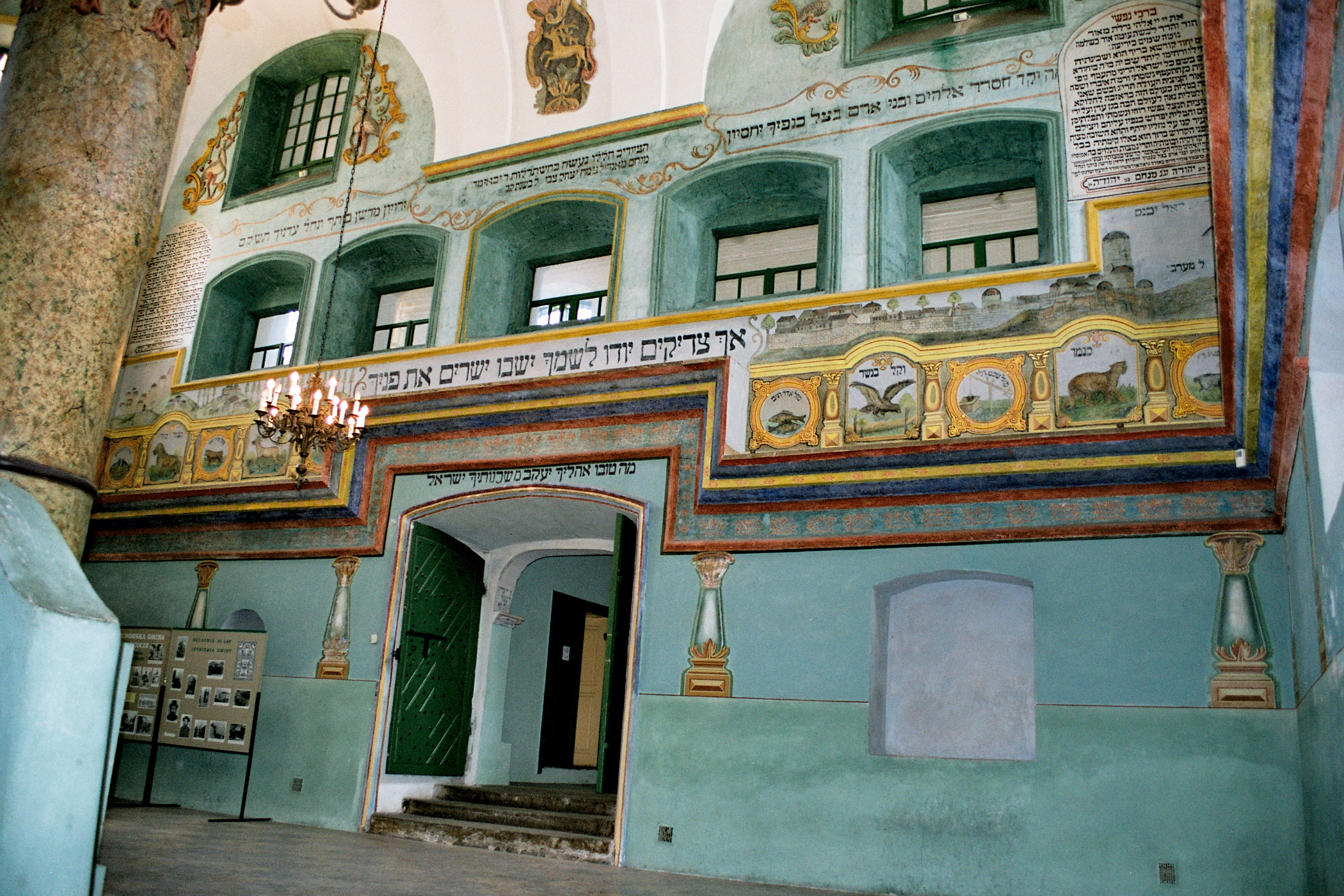
Decoración con animales y paisaje en la pared de la sección de mujeres
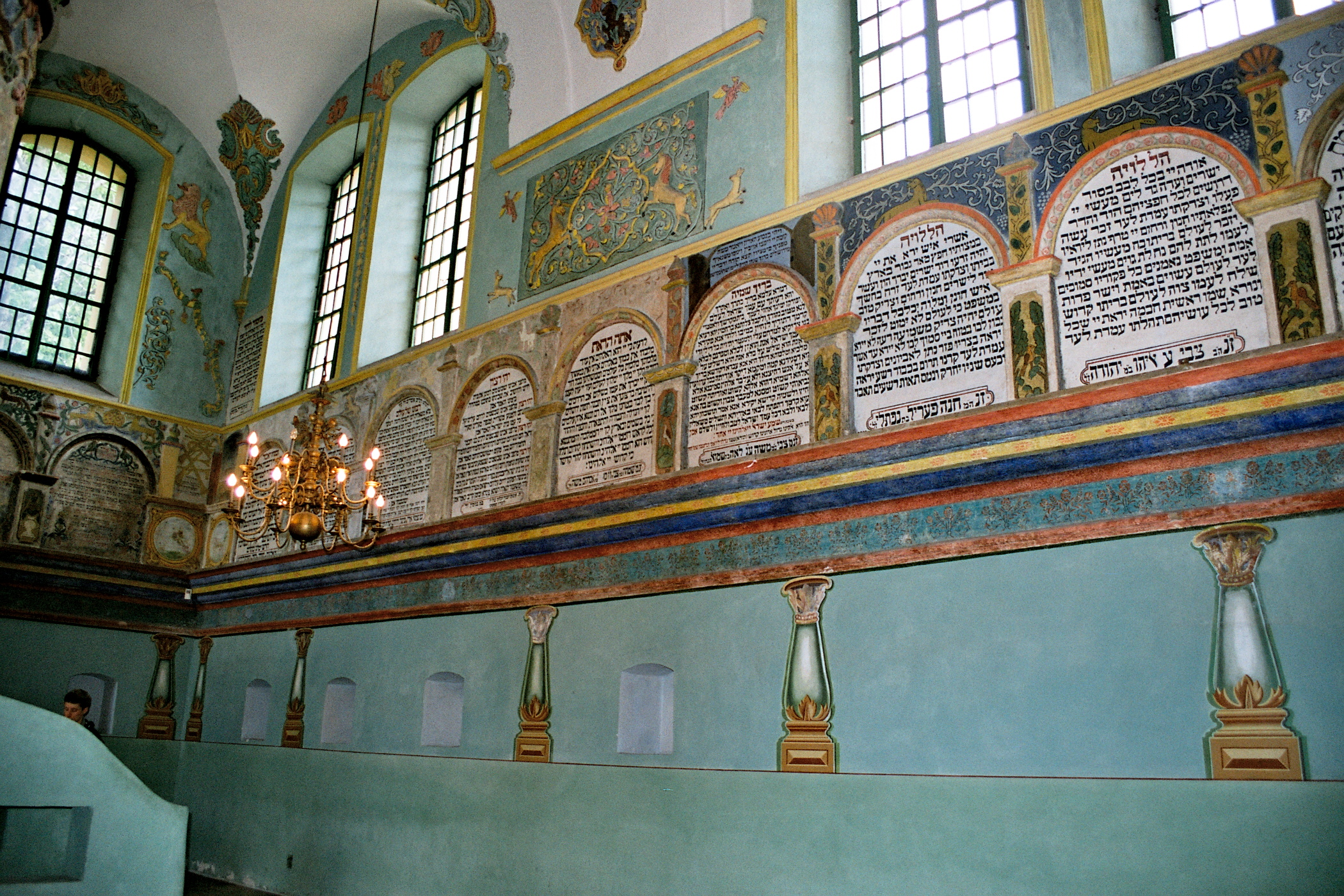
Frescos decorativos con los textos en hebreo